# RC Grasse
Racing Club de Grasse là một câu lạc bộ bóng đá Pháp được thành lập vào năm 1959. Đội có trụ sở tại thị trấn Grasse và sân vận động của họ là Stade Jean Girard.

## Lịch sử
RC Grasse được thành lập vào năm 1950 là kết quả của sự hợp nhất của hai câu lạc bộ, Gallia Club Grasse và Red Star Grasse. Câu lạc bộ đã chơi hơn ba mươi năm trong giải đấu khu vực Mediterranean. Họ lần đầu tiên được thăng hạng trong các giải đấu quốc gia vào năm 1983, diễn ra vào năm 1983-84 Division 4, nơi họ chỉ bỏ lỡ cơ hội thăng hạng tiếp theo vào ngày cuối cùng của mùa giải.
Câu lạc bộ vẫn ở giải hạng tư của bóng đá Pháp trong sáu mùa, xuống hạng trở lại giải đấu khu vực vào năm 1989.
Một lần thăng hạng thứ hai cho các giải đấu quốc gia đã đạt được vào mùa giải 1992-93 Division 4. Vào cuối mùa giải, FFF tổ chức lại giải đấu, và câu lạc bộ được xếp ở giải hạng năm, ở Quốc gia 3. Sau mùa giải này, họ một lần nữa xuống hạng trở lại các giải đấu khu vực.
Câu lạc bộ đã không được thăng hạng lần thứ ba cho đến năm 2009, khi họ giành một vị trí trong 2009-10 Championnat de France nghiệp dư 2. Họ đã trải qua bốn mùa trước khi trở lại giải đấu khu vực vào năm 2013.
Năm 2016, câu lạc bộ đã được thăng hạng lần thứ tư lên giải đấu quốc gia, diễn ra vào năm 2016 -17 Lần đầu tiên họ giành được thăng hạng trong một giải đấu quốc gia, và kể từ mùa giải 2017*18 đội chơi ở Championnat National 2.

## Cựu cầu thủ đáng chú ý
- Paul Bahoken
- Stéphane Bahoken
- Julien Berthomier
- Laurent Charvet
- Laurent Leroy - fr.wiki (tiếng Pháp)
- Yoann Touzghar
- Thomas Pinault

## Danh hiệu
- Championnat de France Amster 2 Chiến thắng: 2017
- Division d'Honneur vô địch khu vực Địa Trung Hải: 1983, 1992, 2009, 2016

## liên kết ngoài
- Website chính thức (tiếng Pháp)